# Carltheater

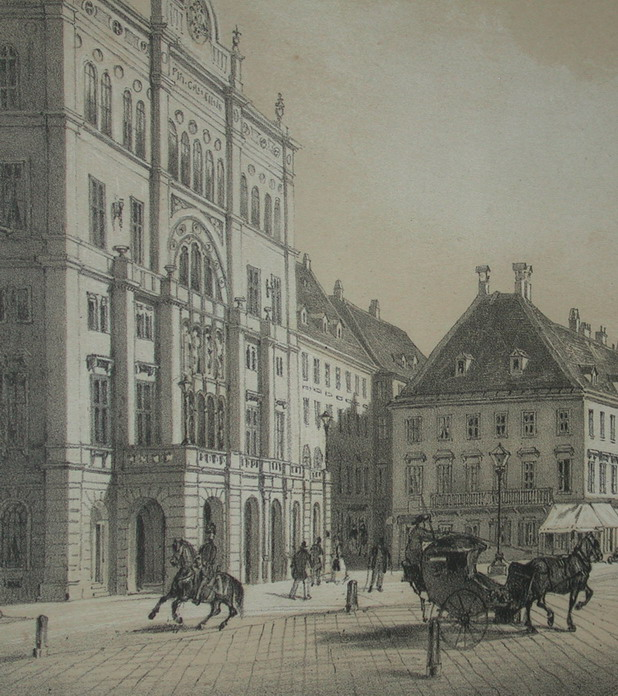
Carltheater (1850)

Carltheater – teatr działający w latach 1847–1929 w Wiedniu, w dzielnicy Leopoldstadt, przy Jägerzeile (późniejsza Praterstraße 31). Scena teatru należała do renomowanych scen operetkowych w Austrii a wiele dzieł autorstwa Johanna Nepomuka Nestroya z gatunku Alt-Wiener Volkstheater miało tu swoją premierę.

## Historia
W 1838 roku Carl Carl (właściwie Karl Andreas von Bernbrunn) kupił budynek Leopoldstädter Theater. Budynek został częściowo wyburzony, a w jego miejscu powstał Carltheater według projektu Augusta von Sicardsburg i Eduarda van der Nüll, którzy później zaprojektowali także gmach Opery Wiedeńskiej. Carltheater otworzony został w 1847 roku, a Carl Carl prowadził go aż do swojej śmierci w 1854 roku. W latach 1854–1860 dyrektorem teatru był Nestroy. Problemy z dostosowaniem się do panujących realiów przyczyniły się do zamknięcia teatru w 1929 roku.
W 1944 roku widownia teatru niemal całkowicie została zniszczona podczas bombardowania. Mimo to, zabytkowa fasada pozostała nienaruszona. Dopiero w 1951 roku teatr wraz z sąsiadującym budynkiem został wyburzony. W miejscu dawnego teatru wybudowano biurowiec Galaxy Tower.